# Virginia de Castro e Almeida
Virginia de Castro e Almeida, född 24 november 1874 i Lissabon, död där 22 januari 1945, var en portugisisk författare och filmdirektör. Hon bildade 1922 filmbolaget Fortuna Films. Som författare är hon främst känd för sin barnlitteratur och som översättare av viktiga kulturella texter. 
Hon var en av sju medlemmar i NF:s Committee of Experts on Slavery 1932–1933.